# IPXE
iPXE — свободное программное обеспечение для создания загрузочных ПЗУ для загрузки Linux и других операционных систем на компьютерах с архитектурой x86 по сети с использованием межсетевых протоколов. iPXE был создан в 2010 году в качестве форка и замены прекратившего в то время проекта gPXE (модификации Etherboot).

## Использование
iPXE может быть загружено несколькими путями:
- с таких носителей информации, как дискета, USB-диск или жесткий диск
- в виде псевдо Linux kernel
- как ELF image
- с помощью BIOS
- по компьютерной сети, как PXE загрузочный образ